# 나이절 바커 (사진가)
나이절 바커(Nigel Barker, 1972년 4월 27일)은 잉글랜드의 사진가, 전직 모델이다. 《도전! 슈퍼모델》에서 심사위원으로도 활동하였다.